# 空とぶギロチン
『空とぶギロチン』（そらとぶぎろちん、原題：血滴子、英題：The Flying Guillotine）は、1975年の香港映画。
日本では劇場未公開で、2008年の香港レジェンド・シネマ・フェスティバルで上映された後にDVD化された。
劇中で暗殺者たちが持つ殺人兵器“空とぶギロチン（血滴子）”はその後の武侠アクション作品に影響を与え、『片腕カンフー対空とぶギロチン』（1976年）や『空飛ぶ十字剣』（1977年）といった便乗作品を登場させた。また本作の続編として『続・空とぶギロチン 〜戦慄のダブル・ギロチン〜』（1977年）がティ・ロン主演で作られた。2012年にはリブート映画『フライング・ギロチン』が作られている。

## キャスト
- マー・トン：チェン・カンタイ
- シン・カン：クー・フェン
- シー：ウェイ・ホン
- ：リュウ・ウーチー
- シェ：ワン・ユー
- 雍正帝：チアン・ヤン

## スタッフ
- 監督：ホー・メンホア
- 脚本：ニー・クァン
- 撮影：ツォ・ワイケイ
- 編集：チアン・シンロン
- 音楽：ワン・フーリン
- 武術指導：シュウ・アルニウ
- 製作：ランメ・ショウ